# Божо Бакота
Божо Бакота (Загреб, 5. октобар 1950 — Лудбрег, 1. октобар 2015) био је југословенски и хрватски фудбалер.

## Каријера
Играо је на позицији нападача. Већи део играчке каријере наступао је за Загреб, где је и започео своју каријеру. У клубу је остао и након што је испао 1973/74. из Прве савезне лиге, односно, пошто се вратио у лигу сезоне 1975/76. Бакотина најбоља сезона била је 1977/78, кад је постигао 10 погодака. Заиграо је за Југославију 15. новембра 1978. у њеној победи од 4:1 против Грчке. То му је био једини меч који је одиграо за државни тим.
Годину дана након испадања из лиге, Бакота је пошао пут Аустрије, у фудбалски клуб Штурм из Граца. У Штурму је Бакота већ у својој првој сезони 1980/81. био вицешампион државе, а следеће 1981/82. био је најбољи стрелац са 24 постигнута поготка. Упамћен је као сигуран извођач једанаестераца. На европској сцени, највећи успех био је улазак у четвртфинале Купа УЕФА у сезони 1983/84. Код куће су изгубили од Нотингем Фореста са 0:1. Али на изненађење, Бакотиним поготком у реваншу овај је негативни резултат код куће био поништен. Тако да се отишло у продужетке, након чега је остало 1:1, чиме су енглески фудбалери прошли даље.
Бакота је носио дрес аустријског Штурма до 1986. Укупно је за клуб из Штајерске одиграо 167 утакмица и постигао 86 голова. Преминуо је 1. октобра 2015. у 65−ој години.